# Життя (фільм, 2017)
«Життя» (англ. Life) — американський фантастичний трилер режисера Даніеля Еспінози, що вийшов 2017 року. У головних ролях Джейк Джилленгол, Ребекка Фергюсон та Раян Рейнольдс. Стрічка розповідає про виявлення екіпажем космічної станції позаземної форми життя, яке виявляється надзвичайно витривалим і скоро загрожує екіпажу станції та всьому людству.
Вперше фільм продемонстрували 18 березня 2017 року у США на кінофестивалі «На південь через південний захід», а в Україні у широкому кінопрокаті показ фільму розпочався 23 березня 2017 року.

## Сюжет
З Марса повинна повернутися капсула «Пілігрим» зі зразками гірських порід, але, пошкоджена в польоті, вона збивається з курсу. Група дослідників на МКС готується до перехоплення капсули. Пілот Рорі Адамс виходить в космос і за допомогою маніпулятора встигає захопити капсулу, коли вона пролітає повз МКС. При дослідженні зразків дослідники виявляють мікроскопічний організм, який біолог Г'ю Деррі вирішує пробудити. Новина про відкриття стає сенсацією на Землі, в прямому ефірі вирішується, як назвати марсіанське життя. Запрошена дівчинка називає марсіанина на честь своєї школи Калвіном.
Поміщений у сприятливі умови й підживлений глюкозою, Калвін росте, перетворюючись на істоту, схожу на грибок. Командир станції Катеріна Головкіна дає Г'ю зауваження, коли через його необачність стається невелика поломка. Вона побоюється, що Калвін може виявитися заразним чи хижим. Г'ю ж у захваті від відкриття та вважає, що дослідження позаземного життя відкриє таємницю виникнення життя взагалі та навіть його вищий сенс. Після аварії Калвін засинає на кілька тижнів, біолог вирішує розбудити істоту, вдаривши її струмом. Калвін проявляє неочікувану силу, ламаючи у відповідь досліднику пальці. Коли той втрачає свідомість, Калвін користується залишеним скальпелем, щоб втекти з дослідної камери. Коли істота поїдає лабораторного пацюка, командир дозволяє вбити створіння.
Рорі намагається спалити Калвіна, а коли пальне закінчується, істота нападає на нього й задушує, залізши в горло. Калвін виростає ще більше, ставши подібним на восьминога. Він переховується в комунікаціях станції, поки екіпаж розшукує істоту. Внаслідок боротьби виходить з ладу обладнання для зв'язку з Землею. Катеріна виходить у відкритий космос, щоб виконати ремонт, і приходить до висновку, що Калвін поглинув холодоагент, унаслідок чого стався перегрів. Калвін вибирається на зовнішню обшивку МКС, де нападає на Катеріну. Вивівши з ладу систему життєзабезпечення, він убиває жінку. Екіпаж доходить згоди, що не можна допустити, аби Келвін потрапив на Землю. Г'ю пропонує змусити Калвіна впасти у сплячку, замкнувши його без кисню і води. З Девідом Джорданом, Мірандою Брегг і Кендо він ізолює відсіки МКС один від одного. Проте Калвін встигає проникнути під одяг біолога, пожирає його ногу та стає іще більшим і небезпечнішим. Шоу ховається в капсулі для сну, куди істота не може пробитися, а Девід і Міранда замикаються в відсіку управління. Вони повертаються за біологом, але той помирає від отриманих травм. Калвін невдовзі повертається доїсти його труп, чим користується Девід, розгерметизовуючи відсік.
До МКС наближається автоматичний космічний корабель. Девід з Мірандою спочатку думають, що це прислали допомогу, але скоро усвідомлюють, що корабель за допомогою своїх двигунів штовхає МКС подалі від Землі. Через загрозу людству було введено в дію протокол, згідно з яким всю станцію необхідно знищити. Кендо, думаючи, що це порятунок, прямує до корабля. Девід і Міранда намагаються врятувати його, але той потрапляє до відсіку з марсіанином і гине. Стається розгерметизація, МКС починає руйнуватися та падати в атмосферу Землі.
Девід вигадує заманити Калвіна кисневими свічками в одну з рятувальних капсул і відправити її у відкритий космос. Девід замикається в одній капсулі з чужопланетянином, а Міранда в другій відлітає на Землю.
Капсула падає в море десь біля берегів Азії. Місцеві рибалки заглядають в ілюмінатор і бачать Девіда, котрий волає «Ні! Ні! Ні!», обплутаний Калвіном. Міранда ж, виявляється, через зіткнення з уламками МКС досі летить в космосі. Рибалки, попри крики Девіда, відкривають капсулу.

## У ролях
| Актор            | Персонаж           | Роль                    |
| ---------------- | ------------------ | ----------------------- |
| Джейк Джилленгол | Девід Джордан      | старший медичний офіцер |
| Ребекка Фергюсон | Міранда Брегг      | медичний офіцер         |
| Раян Рейнольдс   | Рорі Адамс         | пілот МКС               |
| Санада Хіроюкі   | Шо Кендо           | системний інженер       |
| Еріон Бакаре     | Г'ю Деррі          | біолог                  |
| Ольга Диховічна  | Катеріна Головкіна | командир МКС            |
| Наоко Морі       | Кадзумі            | дружина Шо Кендо        |

## Створення фільму

### Знімальна група
- Кінорежисер — Даніель Еспіноза
- Сценаристи — Ретт Різ і Пол Вернік
- Кінопродюсери — Бонні Кертіс, Девід Еллісон, Дана Голдберг, Джулі Лінн
- Виконавчі продюсери — Дон Грейнджер і Вікі Ді Рок
- Композитор — Йон Екстранд
- Кінооператор — Шеймус МакГарві
- Кіномонтаж — Саймон Барчелл і Френсіс Паркер
- Художник-постановник — Найджел Фелпс
- Артдиректори — Стівен Лоуренс
- Художник по костюмах — Дженні Бівен[7].

### Виробництво
У другій половині листопада 2015 року стало відомо, що режисером фільму буде Даніель Еспіноза, котрий попередньо не мав жодного досвіду з постановки хорор стрічок, сценаристами будуть Ретт Різ і Пол Вернік, які написали сценарій фільму «Дедпул», продюсерами обрано Бонні Кертіс, Девіда Еллісона, Дану Голдберг і Джулі Лінн. Наприкінці січня 2016 року на жіночу роль було затверджено Ребекку Фергюсон, у лютому з'явилася інформація про перемовини з Раяном Рейнольдсом, а в березні підтверджено участь Джейка Джилленгола. У другій половині березня на роль одного з членів Міжнародної космічної станції було обрано Хіроюкі Санаду, а у липні 2016 року до акторського складу приєдналися Еріон Бакаре і Ольга Духовічная.
Зйомка фільму розпочалася 19 липня 2016 року на кіностудії у Шеппертоні, Лондон.

## Сприйняття

### Оцінки й критика
Від кінокритиків фільм отримав змішано-хороші відгуки: Rotten Tomatoes дав оцінку 67 % на основі 135 відгуків від критиків (середня оцінка 5,8/10). Загалом на сайті фільм має хороші оцінки, фільму зарахований «стиглий помідор» від фахівців, Metacritic — 54/100 на основі 38 відгуків критиків. Загалом на цьому ресурсі від фахівців фільм отримав змішані відгуки. В основі негативу, окрім завеликого (на думку оглядачів) плагіату з «Чужого», полягала млява гра окремих акторів зокрема та неприродність реакції на стресові ситуації в цілому.
Від пересічних глядачів фільм отримав відгуки вищі за середні: на Rotten Tomatoes 63 % зі середньою оцінкою 3,4/5 (18 810 голосів), фільму зарахований «попкорн», на Metacritic — 6,2/10 на основі 44 голосів, Internet Movie Database — 6,9/10 (45 142 голосів).
Юлія Ліпенцева на сайті телеканалу «24» написала, що «ніби й цікаво було, і картинка класна, і ідею показали у вигідному світлі. Але… але цій стрічці бракує, власне, життя».

### Касові збори
Під час показу в Україні, що розпочався 23 березня 2017 року, протягом першого тижня на фільм було продано 61 066 квитків, фільм показали на 198 екранах і він зібрав 4 857 214 ₴, що на той час дозволило йому зайняти третє місце серед усіх прем'єр.
Під час показу у США, що розпочався 24 березня 2017 року, протягом першого тижня фільм показали у 3146 кінотеатрах і він зібрав 12 600 000 $, що на той час дозволило йому зайняти четверте місце серед усіх прем'єр. Станом на 1 червня 2017 року показ фільму триває 70 днів (10 тижнів), зібравши за цей час у прокаті у США 30 234 022 долари США (за іншими даними 30 223 972 $), а у решті світу 68 813 216 $ (за іншими даними 69 308 317 $), тобто загалом 99 047 238 доларів США (за іншими даними 99 532 289 $) при бюджеті 58 млн доларів США.